# Die heilige Lüge (1927)
Die heilige Lüge ist ein deutsches Stummfilmdrama aus dem Jahre 1927 von Holger-Madsen mit Otto Gebühr, Sybill Morel und Margarete Schlegel in den Hauptrollen. Der Geschichte liegt der gleichnamige Roman von Karin Michaëlis zugrunde.

## Handlung
Die blinde Frau Lind lebt allein an Dänemarks Küste. All ihre Kinder sind nach Übersee ausgewandert, und hin und wieder erreicht sie ein Brief mit einigen Dollarnoten als Inhalt, damit es die Mutter daheim ein wenig leichter hat. In den Briefen werden die schönsten Geschichten geschildert: Der Schwiegersohn sei ein berühmter Augenarzt, die ledige Tochter eine talentierte und gefragte Klavierlehrerin, einer der Söhne sei bei der Fabrik von Thomas Alva Edison angestellt und mache dort als Ingenieur Karriere. Der andere Sohn schreibt, dass er Besitzer einer gewaltigen Farm in Kanada sei. Mütterchen lehnt sich darob glücklich und zufrieden zurück und sieht im Geiste ihrer kleinen Dorfstraße das Glitzern und Blinken des Broadways in New York als Inbegriff von Wohlstand und Erfolg.
Doch ist dies alles nur eine große Lüge, eine „heilige Lüge“, die von den Kindern der Mutter zuliebe aufgetischt wird, damit sie ihren Lebensabend in seelischer Unversehrtheit verbringen kann. Die Realität der Kinder ist diametral entgegengesetzt: Behausung in dem 30. Stockwerk einer vergammelten, amerikanischen Großstadtwohnung, durch die das Regenwasser durchläuft. Der Augenarzt schleppt sich mit den wenigen Dollars, die ihm seine Patienten bezahlen, gerade mal so über die Runden. Die „talentierte Klavierlehrerin“ muss, um überleben zu können, in einer übel beleumundeten Kneipe zu hämmernden Jazzklängen in die Tasten hauen, mit rauchenden und raufenden Gästen als schmückendem Beiwerk. Der angebliche reiche Farmbesitzer ist ein armer Sträfling, der einen Diebstahl, begangen von seiner Schwester aus blanker Not, auf sich genommen hat und nunmehr in gestreiften Klamotten hinter Gittern brummt. Bleibt der „erfolgreiche“ Mitarbeiter Edisons: Der rackert kraftzehrend als Schmied an einem Amboss.
Als Mütterchen Lind ihr Augenlicht wieder erlangt, will sie natürlich sofort nach Nordamerika reisen, um die großen „Erfolge“ in den Leben ihrer Kinder zu begutachten. Im Irrglauben, die Mutter sei noch blind, werden die alten Lebenslügen fortgesetzt und jede Menge potemkinscher Dörfer vorgesetzt, um der Mutter weiterhin gute Gefühle zu bereiten. Sie aber sieht das Elend, in dem die Kinder hausen und ist doch zugleich glücklich zu wissen, dass es großer Liebe der Kinder zu ihr bedarf, einen solchen Aufwand zu betreiben, um der eigenen Mutter jedwede Seelenpein zu ersparen. Wie im Märchen wendet sich schließlich alles doch noch zum Guten: Eine reiche Freundin erscheint für die Nachkommenschaft wie ein rettender Engel, und der schon nicht mehr ganz taufrische Kapitän Uwe Möller taucht auf, heiratet Frau Linds jüngste Tochter und bringt sie beide in die dänische Heimat zurück.

## Produktionsnotizen
Die heilige Lüge entstand im Mai und Juni 1927 im National Film-Atelier in Berlin-Tempelhof und passierte die Filmzensur am 25. Juli 1927. Der Film maß eine Länge von 2210 Metern, verteilt auf sieben Akte. Die Uraufführung erfolgte am 2. September 1927 in Berlins UFA-Palast am Zoo.
Max Knaake schuf die Filmbauten, die Aufnahmeleitung übernahm Ernst Körner.

## Kritik
Die Neue Freue Presse nannte den Film schlicht einen „Film der Mutter- und Kindsliebe“.